# Grande Pianura Meridionale
La Grande Pianura Meridionale (in ungherese: Dél-Alföld) è una regione dell'Ungheria.
La regione è costituita dalle contee di:
- Bács-Kiskun,
- Békés,
- Csongrád-Csanád.

Questo raggruppamento è usato per fini statistici dall'Unione Europea (Eurostat) come raggruppamento di livello 2 (NUTS 2).